# Ian Brown (żeglarz)
Ian Warwick Brown (ur. 4 kwietnia 1954) – australijski żeglarz sportowy. Brązowy medalista olimpijski z Montrealu.
Zawody w 1976 były jego jedynymi igrzyskami olimpijskimi. Trzecie miejsce zajął w klasie 470. Partnerował mu Ian Ruff. Znajdował się w kadrze na igrzyska w Moskwie, jednak nie pojechał na nie po bojkocie. W 1984 był rezerwowym, a w 1988 trenerem w australijskiej kadrze.